# Aquiles y Patroclo

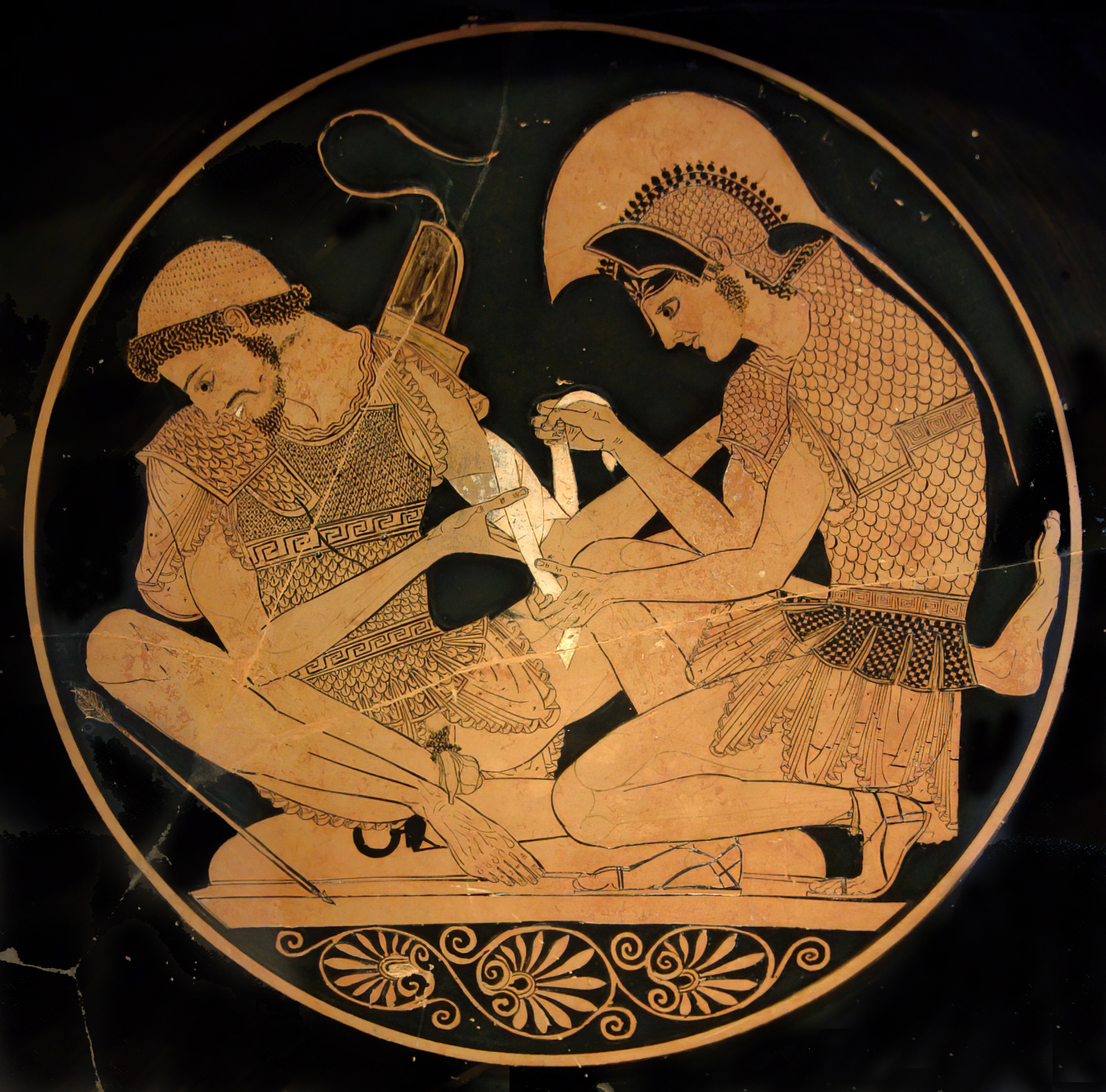
Aquiles venda el brazo de Patroclo

La relación entre Aquiles y Patroclo es un elemento clave de las historias asociadas con la Guerra de Troya. Su naturaleza exacta, si se trataba de un ejemplo de relación pederástica (παιδεραστία) griega, de una amistad profunda sexual o de algo completamente diferente, ha sido objeto de disputa tanto en el período clásico como en tiempos modernos.
En la Ilíada, Homero describe una relación profunda y significativa entre Aquiles y Patroclo, donde Aquiles es tierno con Patroclo pero insensible y arrogante con los demás. Homero nunca les presenta explícitamente como amantes, pero sí fueron representados como tales en los períodos arcaico y clásico de la literatura griega, particularmente en las obras de Esquilo, Esquines y Platón.

## En laIlíada

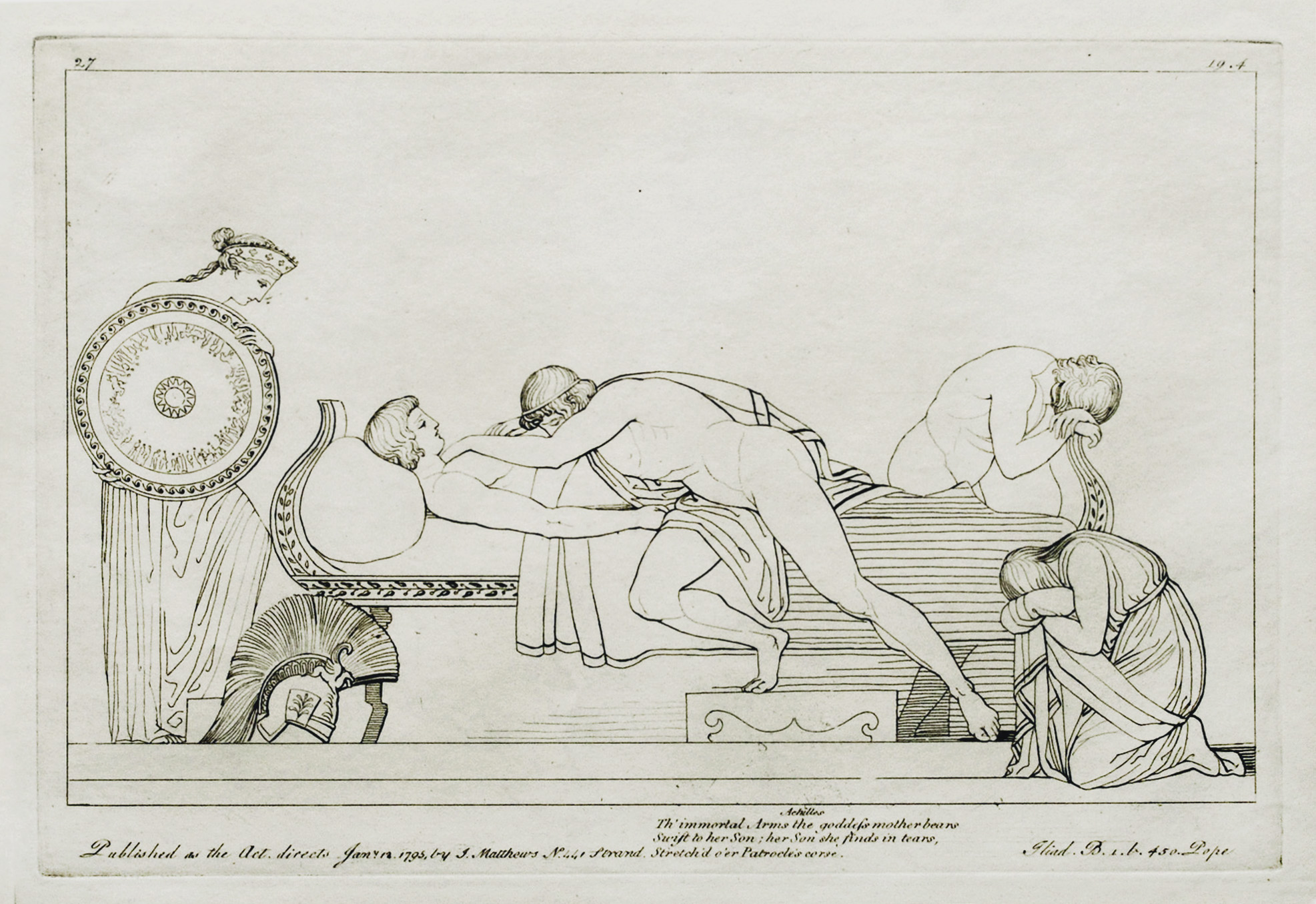
Aquiles de luto por Patroclo, John Flaxman, 1795

Aquiles y Patroclo eran más que camaradas en la guerra contra los troyanos. Aquiles, que estaba enfadado por haber sido deshonrado por Agamenón, decide no participar en la batalla. A medida que la marea de la guerra se vuelve contra los aqueos, Patroclo convence a Aquiles para que le permita liderar al ejército de Mirmidón en la batalla llevando puesta la armadura de Aquiles. Patroclo logra hacer retroceder a las fuerzas troyanas, pero Héctor lo mata durante la batalla.
La noticia de la muerte de Patroclo llega a Aquiles a través de Antíloco, y Aquiles se sumerge en un profundo dolor ante la muerte de su amado. El antes firme e inquebrantable Aquiles agoniza, toca el cadáver de Patroclo, se unta con ceniza y ayuna. Lamenta la muerte de Patroclo usando un lenguaje muy similar al que luego usó Andrómaca con Héctor. También pide que cuando muera, sus cenizas se mezclen con las de Patroclo.
La rabia que sigue a la muerte de Patroclo se convierte en la principal motivación para que Aquiles regrese al campo de batalla. Regresa a la batalla con el único objetivo de vengar la muerte de Patroclo matando a Héctor, a pesar de la advertencia de que hacerlo le costaría la vida. Después de derrotar a Héctor, Aquiles arrastra su cadáver por los talones detrás de su carro.

El vínculo sentimental más fuerte de Aquiles es con Patroclo. Como señala Gregory Nagy:
Para Aquiles... en su propia escala ascendente de afecto dramatizada por toda la composición de la Ilíada, el lugar más alto debe pertenecer a Patroclo. . . . De hecho Patroclo es para Aquiles el πολὺ φίλτατος ... ἑταῖρος — el 'hetaîros que es el más philos con diferencia' (XVII 411, 655).
Hetaîroi significaba compañero o camarada; en Homero suele usarse para soldados que sirven al mismo comandante. Si bien su forma femenina (hetaîra) se usaría para las cortesanas, hetaîroi todavía era una forma de soldado en la época helenística y bizantina. En los textos antiguos, philos (a menudo traducido como "amor fraternal") denotaba un tipo general de amor, utilizado para el amor entre familiares, entre amigos, el deseo o disfrute de una actividad, así como entre amantes.
Aquiles es el más dominante, y entre los guerreros de la guerra de Troya tiene la mayor fama. Patroclo realiza tareas como cocinar, alimentar y acicalar a los caballos, pero es mayor que Aquiles. Ambos personajes también se acuestan con mujeres:
Pero Aquiles durmió en la parte más interna de la cabaña bien construida, y a su lado yacía una mujer que había traído de Lesbos, la hija de Forbas, Diomedes de mejillas hermosas. Y Patroclo lo acostó en el lado opuesto, y junto a él yacía de la misma manera la bella Iphis, que el buen Aquiles le había dado cuando tomó la escarpada Scyrus, la ciudad de Enyeus. (''Ilíada'', IX.663-669)
El apego de Aquiles a Patroclo es un vínculo masculino arquetípico que ocurre en otras partes de la cultura griega: los míticos Damon y Pythias, los legendarios Orestes y Pylades, y los históricos Harmodio y Aristogitón son parejas de compañeros que se enfrentan gustosamente el peligro y la muerte uno por el otro y uno al lado del otro.

En el Oxford Classical Dictionary, David M. Halperin señala:
Homero, sin duda, no presenta a Aquiles y Patroclo como amantes (aunque algunos atenienses clásicos pensaron que lo insinuaba (Esquilo fragmentos 135, 136 Radt; Platón Banquete 179e-180b; Esquines Contra Timarco 133, 141-50), pero tampoco hizo mucho por descartar tal interpretación.

## Visiones sobre la relación en la antigüedad
La costumbre griega de paiderasteia entre miembros del mismo sexo, típicamente hombres, era una relación política, intelectual y, a veces, sexual. Su estructura ideal consistía en un erastes mayor (amante, protector) y un eromenos más joven (el amado). La diferencia de edad entre los socios y sus respectivos roles (ya sea activo o pasivo) se consideraba una característica clave. Los escritores que asumieron una relación pederástica entre Aquiles y Patroclo, como Platón y Esquilo, se enfrentaron entonces al problema de decidir quién era el mayor y desempeñaba el papel de erastés.

### Esquilo
Esquilo, en su tragedia perdida Los mirmidones (siglo V a. C.), asigna a Aquiles el papel de erastés o protector (ya que había vengado la muerte de su amada, aunque los dioses le dijeron que le costaría la vida), y a Patroclo el rol de erómenos. Aquiles lamenta públicamente la muerte de Patroclo, se dirige al cadáver y lo critica por dejarse matar. En un fragmento de la obra que sobrevivió, Aquiles habla de "la compañía reverente" de los muslos de Patroclo y cómo Patroclo fue "desagradecido por muchos besos".

### Píndaro
La comparación de Píndaro del boxeador adolescente Hagésidamo y su entrenador Ilas con Patroclo y Aquiles en Olímpico 10.16–21 (476 a. C.), así como la comparación de Hagésidamo con Ganimedes, el amante de Zeus, en Olímpico 10.99–105 sugieren que el estudiante y el entrenador tenían una relación romántica, especialmente después de la representación de Esquilo de Aquiles y Patroclo como amantes en su obra Mirmidones.

### Platón
En el Banquete de Platón, escrito c. 385 a. C., el orador Fedro presenta a Aquiles y Patroclo como un ejemplo de amantes divinamente aprobados. Fedro argumenta que Esquilo se equivocó al afirmar que Aquiles era el erastés porque Aquiles era más hermoso y joven que Patroclo (características del erómenos), así como más noble y hábil en la batalla (características del erastés). En cambio, Fedro sugiere que Aquiles es el erómenos cuya reverencia por su erastés, Patroclo, era tan grande que estaría dispuesto a morir para vengarlo.

### Jenofonte
El contemporáneo de Platón, Jenofonte, en su propio Banquete, hizo que Sócrates argumentara que Aquiles y Patroclo eran simplemente camaradas castos y devotos. Jenofonte cita otros ejemplos de camaradas legendarios, como Orestes y Pylades, que fueron famosos por sus logros conjuntos más que por una relación erótica. En particular, en el Simposio de Jenofonte, el anfitrión Kallias y el joven competidor victorioso de pancracio Autolycos se llaman erastes y eromenos.

### Esquines
Se encuentran más pruebas de este debate en un discurso de un político ateniense, Esquines, en su juicio en el 345 a. C. Esquines, al enfatizar la importancia de la paiderasteia para los griegos, argumenta que, aunque Homero no lo establece explícitamente, las personas cultas deberían poder leer entre líneas: "Aunque (Homero) habla en muchos lugares de Patroclo y Aquiles, él oculta su amor y evita dar un nombre a su amistad, pensando que la sobredimensionada grandeza de su afecto es manifiesta para aquellos de sus oyentes que son hombres educados". La mayoría de los escritores antiguos (entre los más influyentes Esquilo, Plutarco, Teócrito, Marcial y Luciano) siguieron el pensamiento expuesto por Esquines.

### Argumentos contra la relación pederástica
Según William A. Percy III, hay algunos estudiosos, como Bernard Sergent, que creen que en la cultura jónica de Homero existía una homosexualidad que no había tomado la forma que luego tomaría en la pederastia. Sin embargo, Sergent y otros han argumentado que sí, aunque no se reflejó en Homero. Sergent afirma que las relaciones hombre-niño ritualizadas se difundieron ampliamente por Europa desde tiempos prehistóricos.[cita requerida]

### Otras interpretaciones de la antigüedad
Los intentos de editar el texto de Homero fueron realizados por Aristarco de Samotracia en Alejandría alrededor del 200 a. C. Aristarco creía que Homero no pretendía que los dos fueran amantes. Sin embargo, estuvo de acuerdo en que el pasaje "nosotros dos solos" implicaba una relación amorosa y argumentó que era una interpolación posterior.
Cuando Alejandro Magno y su confidente Hefestión pasaron por la ciudad de Troya en su campaña asiática, Alejandro honró la tumba sagrada de Aquiles y Patroclo frente a todo el ejército, y esto se tomó como una clara declaración de su propia relación. La tumba conjunta y la acción de Alejandro demuestran la importancia que tenía la relación Aquiles-Patroclo en ese momento (alrededor del 334 a. C.).

## Interpretaciones posclásicas y modernas

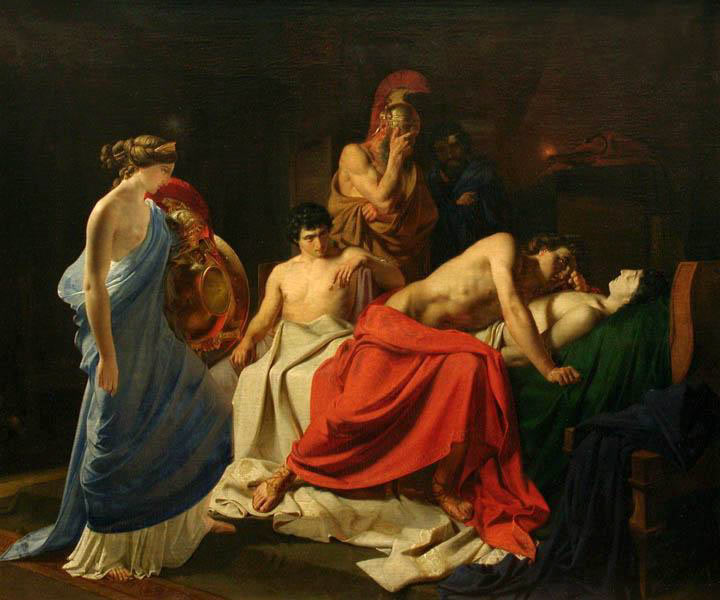
Aquiles lamentando la muerte de Patroclo (1855) del realista ruso Nikolai Ge

A partir del período clásico los historiadores  han interpretado la relación a través de la lente de sus propias culturas. La tradición posclásica muestra a Aquiles como heterosexual y teniendo una amistad platónica ejemplar con Patroclo. Los escritores cristianos medievales suprimieron deliberadamente los matices homoeróticos de la figura.
David Halperin compara a Aquiles y Patroclo con las tradiciones de David y Jonatán, y Gilgamesh y Enkidu, que son más o menos contemporáneas con la creación de la Ilíada. Argumenta que, si bien un lector moderno se inclina a interpretar la descripción de estas intensas amistades de guerreros masculinos del mismo sexo como fundamentalmente homoerótica, es importante considerar los temas más importantes de estas relaciones:
La insistencia temática en la reciprocidad y la fusión de las identidades individuales, aunque pueda invocar en la mente de los lectores modernos las fórmulas del amor romántico heterosexual […] de hecho sitúa las confesiones de amor recíproco entre amigos varones en una tradición honorable, incluso glamorosa, de heroicidad, camaradería: precisamente al desterrar cualquier atisbo de subordinación de un amigo al otro, y por lo tanto cualquier sugerencia de jerarquía, el énfasis en la fusión de dos almas en una en realidad distancia tal amor de la pasión erótica.
Según Halperin, estas relaciones extrainstitucionales se retrataron necesariamente utilizando el lenguaje de otras relaciones amorosas institucionalizadas, como las de padre/hijo y marido/esposa. Esto puede explicar los matices en el Libro 19 de la Ilíada donde Aquiles llora a Patroclo (líneas 315–337) de una manera similar a la utilizada previamente por Briseida (líneas 287–300).

### Shakespeare
La obra de William Shakespeare Troilo y Crésida retrata a Aquiles y Patroclo como amantes a los ojos de los griegos. La decisión de Aquiles de pasar sus días en su tienda con Patroclo es vista por Ulises y muchos otros griegos como la razón principal de la ansiedad por Troya.

### Aquiles en Vietnam
Jonathan Shay, cuyo libro Achilles in Vietnam (Aquiles en Vietnam) propone lecturas de la Ilíada útiles y terapéuticas para la curación de las heridas mentales de los veteranos de Vietnam, señalaba que no debe pasarse por alto su relación familiar en la Ilíada: Patroclo es el primo de Aquiles y su hermano adoptivo; simbólicamente, los compañeros de batalla son "como hermanos", lo que hace que el modelo Aquiles/Patroclo sea útil para pensar en la intensidad de los sentimientos de pérdida de los veteranos de Vietnam cuando sus compañeros caen junto a ellos. Shay hace mucho hincapié en las relaciones que forjan los soldados que combaten juntos, y señala que este tipo de pérdida ha provocado, de hecho, a menudo el "berserking" de los soldados aturdidos por el dolor y la rabia, de forma similar a la furia de Aquiles en la Ilíada. Shay señala que un tópico frecuente en el dolor de los veteranos por un compañero es la dulzura o la inocencia de ese compañero; de forma similar, aunque un guerrero de gran fama, Patroclo es señalado en la Ilíada por otros soldados y por Briseida la cautiva como una persona dulce y amable.

### Troya (película)
La película Troya presentaba a Patroclo como un pariente más joven de Aquiles, sin ningún aspecto romántico o sexual. (En la Ilíada, se dice explícitamente que Patroclo era el mayor y más responsable de los dos).

### La canción de Aquiles
La canción de Aquiles (2011) de Madeline Miller es una historia de madurez contada desde el punto de vista de Patroclo, que muestra el desarrollo de una relación amorosa y sexual entre Aquiles y Patroclo.